# Nelone hypochloris
Nelone hypochloris är en fjärilsart som beskrevs av Bates 1868. Nelone hypochloris ingår i släktet Nelone och familjen Riodinidae. Inga underarter finns listade i Catalogue of Life.